# Gerrit Peters
Gerard "Gerrit" Peters (Haarlem, 31 de juliol de 1920 - Haarlem, 6 d'abril de 2005) va ser un ciclista neerlandès que fou professional entre 1942 i 1956. De la seva carrera destaca el Campionat del món de Persecució i un Campionat d'Europa de madison. També aconseguí sis victòries en curses de sis dies. Tots aquests triomfs els va fer fent parella amb Gerrit Schulte.

## Palmarès
- 1946
  -  Campió del Món de persecució
  -  Campió dels Països Baixos de persecució
- 1950
  - Campió d'Europa de Madison (amb Gerrit Schulte)
  - 1r als Sis dies de Gant (amb Gerrit Schulte)
  - 1r als Sis dies de París (amb Gerrit Schulte)
- 1953
  - 1r als Sis dies de París (amb Gerrit Schulte)
- 1954
  - 1r als Sis dies de Berlín (amb Gerrit Schulte)
  - 1r als Sis dies d'Anvers (amb Gerrit Schulte)
- 1955
  - 1r als Sis dies de Münster (amb Gerrit Schulte)

### Resultats al Tour de França
- 1951. Abandona

### Resultats al Giro d'Itàlia
- 1953. Abandona